# Janosch Lencer
Janosch Lencer (* 1994 in Berlin) ist ein deutscher Schauspieler.

## Leben
Lencer sammelte 2012 erste Erfahrungen vor der Kamera durch seine Mitwirkung in dem Musikvideo Souldier der Schweizer Singer-Songwriterin Sophie Hunger.
2013 spielte er neben Theo Trebs eine der beiden Hauptrollen in dem Kurzspielfilm Camouflage von Stefan Kämpf und Andreas Kessler. Er spielte Christian Dietz, einen Soldaten bei einer Militärübung, dessen bester Freund, der Rekrut Max, ihm ein Geständnis über seine angebliche Homosexualität zu entlocken sucht. 2014 war Lencer in der ZDF-Fernsehreihe Stubbe – Von Fall zu Fall in einer Nebenrolle zu sehen. Er spielte Jonas Beck, den Sohn des Ladenbesitzers Karl Beck (Milan Peschel), dessen alleinerziehender Vater sich gegen einen skrupellosen Immobilienmakler wehrt und nach dessen Tod unter Verdacht gerät.
In dem TV-Film Zorn – Vom Lieben und Sterben aus der ARD-Krimireihe Zorn war er 2015 neben Stephan Luca in einer Nebenrolle zu sehen. Er spielte den Tatverdächtigen Eric Haubold, ein Mitglied einer Clique von Jugendlichen, die als Kinder sexuell missbraucht worden sind. Lencer verkörperte eine „schroff und verletzend“ wirkende Figur, unter deren harter Oberfläche „Angst, Unsicherheit und Zweifel“ verborgen sind.
In der ZDF-Krimiserie Letzte Spur Berlin war er im Juni 2015 in einer Episodenhauptrolle zu sehen. Er spielte den 17-jährigen Schüler Leon Bronner, der ein Liebesverhältnis zu einem wesentlich älteren homosexuellen Rechtsanwalt hat. Im Oktober 2015 folgte eine Episodennebenrolle in der ZDF-Fernsehserie Notruf Hafenkante, als jugendlicher Sprayer Peter Sumke, genannt „Sumo“.
Im Januar 2016 war Lencer in der ZDF-Krimireihe Ein starkes Team in einer Nebenrolle zu sehen. Er spielte Sebastian Lehmann, den Sohn des sozial und finanziell heruntergekommenen Mathematiklehrers Maik Lehmann (Thorsten Merten). Lencer verkörperte einen verliebten Teenager, der die Mörderin beobachtet hat und diese gemeinsam mit seiner Freundin erpresst. Im Dezember 2016 war Lencer in der ZDF-Krimiserie SOKO Leipzig in einer Episodennebenrolle als Marc Holtbach zu sehen; er spielte einen Jugendlichen aus einer Clique von Leipziger Straßenkids.
Lencer lebt in Berlin.

## Filmografie (Auswahl)
- 2012: Souldier (Musikvideo)
- 2014: Stubbe – Von Fall zu Fall: Der König ist tot (Fernsehreihe)
- 2014: Der Kriminalist (Fernsehserie, Folge: Das Liebste, was ich habe)
- 2014: Camouflage (Kurzspielfilm)
- 2015: Alarm für Cobra 11 – Die Autobahnpolizei (Fernsehserie, Folge: Angst)
- 2015: Zorn – Vom Lieben und Sterben (Fernsehreihe)
- 2015: Letzte Spur Berlin (Fernsehserie, Folge: Fluchtversuch)
- 2015: Notruf Hafenkante (Fernsehserie, Folge: Die unüblichen Verdächtigen)
- 2016: Ein starkes Team – Geplatzte Träume (Fernsehreihe)
- 2016: SOKO Leipzig (Fernsehserie, Folge: Väter)
- 2016: Wolfsland: Ewig Dein (Fernsehreihe, Folge 1)
- 2016–2017: Der Lehrer (Fernsehserie)[8]